# Sammy Vomáčka
Sammy Vomáčka (bürgerlicher Name Jiří Vomáčka; * 17. August 1946 in Brandýs nad Labem, Tschechoslowakei) ist ein aus Tschechien stammender Gitarrist, der seit 1970 in Deutschland lebt. Sein musikalisches Repertoire umfasst akustischen Blues incl. Slideguitar, für Gitarre arrangierte Piano-Ragtimes, Swingstücke, Instrumentals sowie Fingerstyle-Jazz.

## Leben und musikalisches Wirken
In der Kleinstadt Brandýs nad Labem nahe Prag geboren und aufgewachsen, spielte er auf dem Internat im Alter von 15 Jahren erstmals in einer Band, ehe er ab 1963 Gitarrist in der tschechischen Rockbeatband „Tom Cats“ war.
Nach zweijähriger Unterbrechung durch den Militärdienst, tourte er im Sommer 1969 mit den „Tom Cats“ in Jugoslawien. Nachdem ein Jahr zuvor die Tschechoslowakei durch die Sowjetunion militärisch besetzt worden war und sich Anzeichen verdichteten, dass die tschechoslowakische Grenze für Ausreisen bald geschlossen werden würde, fuhr er zusammen mit dem Musiker Joe Kučera von der kroatischen Insel Šolta mit dem Zug ins slowenische Maribor, um dann im September 1969 bei Spielfeld über die Grenze nach Österreich zu fliehen. Bei der nächtlichen Flucht durch den Wald und der Weiterfahrt nach Leibnitz halfen ihnen österreichische Maturanten, die sie bei Konzerten auf Šolta kennengelernt hatten. Bei Bad Reichenhall flohen sie weiter nach Deutschland, wo sie wegen illegalen Grenzübertritts für drei Wochen inhaftiert wurden. Danach wurden sie zurück nach Österreich in ein Flüchtlingslager in Traiskirchen bei Wien gebracht. Nachdem ihm Asyl verweigert worden war, floh er erneut über die deutsche Grenze und kam 1970 in ein Flüchtlingslager in Zirndorf bei Nürnberg.
Nachdem er deutsches Asyl bekommen hatte und einem längeren Aufenthalt im nordrhein-westfälischen Kamp-Lintfort, zog er nach Köln, wo er musikalisch wieder Fuß fasste und u. a. mit Klaus dem Geiger in einer Kommune lebte.
Danach zog er nach Berlin. Schnell wurde er in die damalige Folkszene integriert und wurde zu einem bekannten Fingerpicking-Gitarristen. Während seiner Berliner-Zeit trat er u. a. mit Tony Sheridan, einem der Begründer der Beatmusik und früher Wegbegleiter der Beatles, auf. Anfangs spielte er regelmäßig in den Szenebars „Steve-Club“, „Folk Pub“ und „Go-In“, wo auch Jürgen von der Lippe, Karl Dall und Hannes Wader auf der Bühne standen. Er zählte zu den ersten, die in Deutschland Ragtime auf die Gitarre übertrugen. 1974 erschien seine erste von Stockfisch Records produzierte LP Ragtime Guitar. Zu dieser Zeit spielte er rund 100 Gigs pro Jahr. 1975 folgte eine große Deutschland-Tournee zusammen mit John Pearse, David Qualey und Werner Lämmerhirt.
1975 verließ er Berlin und zog ins saarländische Otzenhausen. 1979 folgten mehrere Auftritte in den USA, wie u. a. in Los Angeles, auf dem Folkfestival von San Diego, in San Francisco im Club „Folk-Society“ und in Minneapolis.
Sich zunehmend mit Jazz auseinandersetzend, rief er Ende der 1980er-Jahre das „Sammy Vomáčka Jazz Trio“ ins Leben. Das Trio setzt sich neben ihm an der Gitarre aus einem Kontrabassisten und einem Schlagzeuger zusammen, wobei deren Besetzung variiert. Mit dem Trio tourt er regelmäßig in Deutschland, Luxemburg und Tschechien.
Sammy Vomáčka lebt heute im saarländischen Bliesdalheim.

## Diskografie

### LPs
- Ragtime Guitar (1974) – Stockfisch Records SF-5002
- Come to My Kitchen (1975) – Stockfisch Records SF-8002
- Rags & Tunes (1977) – Sammy-Vomáčka-Produktion Vo 7701
- Sammy Vomáčka...Live! (1980) – Stockfisch VO 7702

### CDs
- Easy Rider (1984) – Jeton 118/1 CD
- Easy Rider (Neuveröffentlichung 1991) – Bell Records BLR 84019
- Ragtime, Blues & Jazz Guitar (1998) – Wonderland Records 319.9022.2

### Mitwirkung
- With Friends—For Friends (1975) – Werner Lämmerhirt Session, u. a. mit Klaus Weiland – Stockfisch SF-8001

## Veröffentlichungen
- Gitarrenbuch. Ragtime – Blues – Jazz. Schott, Mainz 1983 (= Edition Schott. Band 7410).

## TV-Auftritte
- im Saarländischen Rundfunk (1975)
- Kaffee oder Tee, SWR Fernsehen (6. Juni 2014)